# William Maginn
William Maginn (* Juli 1794 in Cork; † 21. August 1842 in Walton-on-Thames) war ein irischer Journalist.
Nach einem Studium der Rechtswissenschaften am Trinity College in Dublin (1817 mit LL.D. abgeschlossen) widmete sich Maginn der Literatur und dem Journalismus. Er schrieb für das 1817 gegründete Blackwood’s Magazine, zunächst unter dem Pseudonym „Ralph Tuckett Scott,“  1823 heiratete er und ging nach London, 1824 übersiedelte er zeitweilig als Korrespondent des „Representative“ nach Paris, schrieb später für „The Standard“ und gründete 1830, nach einem Zerwürfnis mit Blackwood, mit Hugh Fraser als Compagnon Fraser’s Magazine.
Trotz seiner journalistischen Erfolge war Maginns Leben schwierig. Ein scharfzüngiger Artikel im Januar 1836 führte zu einem Duell mit Parlamentsmitglied Grantley Berkeley (1800–1881) – beide Kontrahenten schossen allerdings daneben. Ungeregelte Ausgaben brachten Maginn in Geldschwierigkeiten, eine Beziehung zu der früh verstorbenen Miss Lanyon dürfte zur Trennung von Frau und Kindern geführt haben. Maginn landete mehrfach im Schuldgefängnis. Er blieb aber bis zu seinem Tod journalistisch produktiv.
William Makepeace Thackeray nahm Maginn als Vorbild seines Captain Shandon in Pendennis (1848) und wohl auch für das triste Ende von Barry Lyndon im Schuldturm.